# کاواسومی تایکوکی
کاواسومی تایکوکی (به ژاپنی: 川角太閤記) کتابی تاریخی است که مجموعه روایات مربوط به زندگی تویوتومی هیده‌یوشی را جمع‌آوری کرده است. این کتاب تاریخی در اوایل دوره ادو نوشته شده دارای ۵ جلد است. وقایع تاریخی این کتاب از حادثه معبد هوننو تا نبرد سکیگاهارا را در بر می‌گیرد. در ابتدا نام آن «تایکوکی» بود ولی به علت اینکه با کتاب تاریخی دیگر به همین نام تایکوکی اشتباه نشود، کاواسومی تایکوکی نامیده شد.
این کتاب توسط کاواسومی سابوروامون (川角三郎右衛門) که در خدمت تاناکا یوشیماسا بود، نوشته شده است. او هم زمان با هیده‌یوشی زندگی می‌کرد و گفته‌های سامورایی‌ها در مورد هیده‌یوشی را در این کتاب جمع‌آوری کرده است.